# My Date with Drew
My Date with Drew is een Amerikaanse indie documentaire uit 2004 onder regie van Brian Herzlinger, die ook zelf de hoofdrol speelt. De film maakt gebruik van guerrilla filmmaking en won diverse prijzen.

## Verhaal
Sinds hij als jongen E.T. the Extra-Terrestrial voor het eerst zag, is Herzlinger verliefd op actrice Drew Barrymore. Meer dan 20 jaar later combineert Herzlinger zijn passies voor filmmaken en Drew Barrymore om zijn pogingen te documenteren om een afspraakje met de actrice te versieren. Met de US$ 1.100 die hij won bij een spelshow (het winnende antwoord was "Drew Barrymore") en een digitale videocamera, heeft hij 30 dagen de tijd om zijn documentaire te voltooien voordat hij de camera moet retourneren volgens het retourbeleid van de winkel.

## Prijzen
- 2004: Gen Art Film Festival – Audience Award
- 2004: U.S. Comedy Arts Festival – Audience Award
- 2004: Vail Film Festival – Festival Award
- 2005: Locarno Film Festival – Critics Week Award
- 2006: Sonoma Valley Film Festival – Jury Award
- 2006: Sonoma Valley Film Festival – Audience Award
- 2006: Sonoma Valley Film Festival – Special Award